# Karviná hlavní nádraží
Karviná hlavní nádraží je název jedné z železničních stanic ve slezském městě Karviná na adrese Nádražní 695/7. Zastavují zde spoje Českých drah, nádraží obsluhuje a přímé spojení s Prahou zajišťuje i soukromý dopravce LEO Express.

## Historie
V 50. letech 20. století se na původním hlavním nádražím (dnes Karviná-Doly) a celé trati negativně podepisoval vliv poddolování, a proto byla v roce 1963 postavena přeložka tratě z Dětmarovic do Louk nad Olší s novým hlavním nádražím blíže k nové Karviné (bývalý Fryštát). Toto nové hlavní nádraží je dnes jedním z nejmodernějších dopravních terminálů Moravskoslezského kraje a staví zde mj. vlaky kategorie rychlík, expres a EuroCity Českých drah. Dále zde zajíždí několik spojů kategorie LE společnosti Leo Express. Přirozeně je karvinské hlavní nádraží také zastávkou osobním vlakům linky S2 Českých drah (stav v r. 2017).

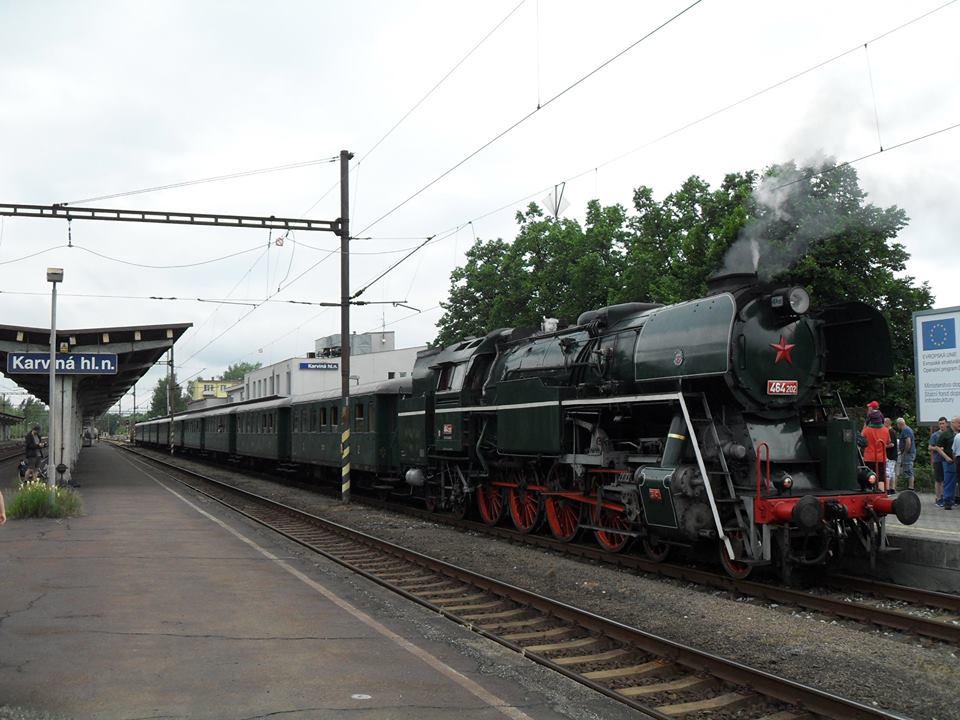
Historické jízdy na trati Karviná hl.n. - Karviná město